# Erhard Mosert
Erhard Mosert (Sandersdorf-Brehna, 10 novembre 1950) è un ex calciatore tedesco orientale, di ruolo centrocampista.